# Annedore Leber
Annedore Leber, née le 18 mars 1904 à Berlin-Wilmersdorf et morte le 28 octobre 1968 à Berlin, est une journaliste allemande, éditrice et une femme politique. Pendant la Seconde Guerre mondiale, elle participe à la résistance aux côtés de son mari Julius Leber. Après 1945, elle mène une carrière politique au sein du Parti social-démocrate (SPD), pour lequel elle siège notamment à l'Assemblée de la ville de Berlin et à la Chambre des députés de Berlin. Elle publie le magazine féminin Mosaïk, écrit ses propres articles d'opinions dans le journal Telegraf (de) qu'elle cogère et crée sa propre maison d'édition Verlag Annedore Leber avec laquelle elle perpétue la mémoire de la résistance intérieure allemande.

## Biographie

### Jeunesse et formation
Annedore Rosenthal est née le 18 mars 1904 à Berlin-Wlmersdorf. Elle est la fille d'Auguste Bauch et de Georg Rosenthal (de). En 1914, la famille s'installe à Fürstenwalde, où son père est nommé directeur du lycée. Son éducation est plutôt conservatrice et stricte. À la suite d'une nouvelle nomination de son père, la famille s'installe à Lübeck en 1918. Son père se charge de son enseignement et elle passe l'Abitur en candidate externe. Elle commence alors des études de droit à Munich, qu'elle interrompt au cinquième semestre pour faire un apprentissage de couturière à Berlin et y passe son examen de maîtrise,,.
En novembre 1927, Annedore Rosenthal épouse, malgré l'opposition de ses parents, Julius Leber. Il est le rédacteur en chef du quotidien social-démocrate Lübecker Volksbote (de) et membre du Reichstag pour le Parti social-démocrate. Leur fille Katharina naît en 1929 et leur fils Mathias en 1931.

### Les années du nazisme
Après la prise du pouvoir des nazis en 1933, son père, Georg Rosenthal est démis de son poste de directeur du lycée Sainte-Catherine de Lübeck le 1er juillet 1933, en vertu de la loi sur la restauration de la fonction publique. Il meurt en mars 1934, très déprimé. Son mari, Julius Liber est arrêté à plusieurs reprises et emprisonné dans divers camps de concentration. Annedore Leber se démène durant des années pour obtenir sa libération,.
En octobre 1935, elle retourne à Berlin avec ses enfants. Comme à Lübeck, elle y travaille comme tailleuse pour dames et ouvre également une petite boutique, ce qui lui permet de subvenir aux besoins de la famille,.
À partir de 1938, elle travaille comme cheffe de département pour la production de patrons de couture chez Deutscher Verlag.
Après de nombreuses lettres adressées aux hauts dirigeants nazis et des visites répétées à la Gestapo, elle réussit finalement à faire libérer Julius Leber du camp de concentration de Sachsenhausen en 1937.
Celui-ci travaille alors comme marchand de charbon dans Torgauer Strasse, mais sous des dehors anodins, il renoue des contacts avec des groupes de résistance tels que le cercle de Kreisau et la résistance au sein de la Wehrmacht. Le Schöneberger Kohlenhandlung, son entreprise de charbon est un lieu de rencontre clandestin pour les résistants. Annedore Leber le soutient dans ses activités et utilise son propre bureau chez Deutscher Verlag comme point de contact,.
Le 5 juillet 1944, Julius Leber est à nouveau arrêté par la Gestapo, quelques jours avant la tentative d'assassinat contre Adolf Hitler. Il est condamné à mort six mois plus tard, après un procès-spectacle devant le Volksgerichtshof. Annedore Leber et leurs enfants sont également arrêtés et détenus à la prison de Moabit. Les enfants sont placés dans une famille et libérés après quelques semaines. Annedore Leber est libérée fin septembre 1944 et peut rendre visite à son mari en prison avant qu'il ne soit exécuté le 5 janvier 1945 à la prison de Plötzensee.
En 1951, elle est comme co-plaignante dans le procès en diffamation contre l'officier Otto-Ernst Remer, fondateur du Parti socialiste du Reich en 1950. Celui-ci avait qualifié les participants à l'attentat du 20 juillet 1944 de traîtres à la patrie.

### L'après-guerre

#### L'engagement politique
Peu après la guerre, Annedore Leber mène sa propre carrière politique. Plutôt apolitique jusque là, elle se montre une sociale-démocrate convaincue et combative. Dès octobre 1945, elle est élue cheffe du Secrétariat des femmes et membre du Comité central du Parti social-démocrate (de). Le 21 avril 1946, le Parti social-démocrate et le Parti communiste d'Allemagne sont contraints de s'unir pour former le Parti socialiste unifié d'Allemagne dans la zone d'occupation soviétique. Annedore Leber démissionne alors du parti et rejoint le Parti-social démocrate de la zone ouest. Elle est désignée par le parti pour siéger à l'Assemblée de la ville de Berlin pour la législature de 1946,.
De 1954 à 1962, elle est conseillère de district de Berlin-Zehlendorf et, de 1963 à 1967, membre de la Chambre des députés de Berlin.
Durant son mandat de conseillère municipale de Berlin, au plus fort du blocus, Annedore Leber, avec Ella Barowsky (de) (FDP) et Lucia Krüger (de) (CDU) appelle, dans un discours remarqué, en juin 1948, les Nations unies à soutenir Berlin-Ouest. Sous titre Berliner Frauen appellieren an die Menschlichkeit (Les Berlinoises appellent à l'humanité), ce discours est imprimé sous forme de brochure avec une préface de la bourgmestre par intérim Louise Schroeder.
Après la création de la Bundeswehr en 1955, elle devient l'une des 38 membres du Comité d'experts en personnel de l'armée, dont la tâche consiste à sélectionner les dirigeants appropriés pour l'armée nouvellement créée et à élaborer des lignes directrices pour la sélection des grades inférieurs. Elle est membre du conseil d'administration du Deutscher Koordinierungsrat der Gesellschaften für Christlich-Jüdische Zusammenarbeit (Conseil allemand de coordination des associations pour la coopération entre chrétiens et juifs), déléguée à l'Assemblée consultative du Conseil de l'Europe et membre de la Commission allemande pour l'UNESCO (de) et du Conseil consultatif de la politique culturelle du ministère fédéral des Affaires étrangères.
Annedore Leber se préoccupe de la formation des jeunes et cherche à combattre le chômage élevé parmi leurs rangs. Elle préside l'Association des centres de formation artisanale de Berlin-Britz.

#### Journalisme et édition

##### Le magazineMosaik
En 1946, elle accepte de devenir cotitulaire de la licence (autorisation) pour le journal Telegraf (de) proche du SPD, avec Arno Scholz (de) et  l'ancien président du Reichstag Paul Löbe. Elle publie quelques numéros du magazine féminin Mosaik (de) avec la maison d'édition Arani d'Arno Scholze. Le magazine paraît d'abord avec le sous-titre Das Monatsblatt der Zeit qui devient ensuite Das Weltbild der Frau.
Annedore Leber écrit elle-même régulièrement, notamment sur l'implication des femmes en politique, qu'elle encourage. En plus des conseils ménagers typiques des magazines féminins et de très populaires patrons de couture à découper, Mosaik fournit des informations politiques,.
La publication du magazine est interrompue en juillet 1949, après seulement 20 numéros. Les raisons de l'arrêt de la publication ne sont pas claire pénurie de papier liée au blocus ou désaccord avec Arno Scholze. Quoi qu'il en soit, à la suite de désaccord importants avec Arno Scholze, elle quitte le Telegraf en 1950.

##### Éditions Annedore Leber
Annedore Leber fonde  sa propre maison d'édition Mosaik Verlag en 1950, qui sera renommée Verlag Annedore Leber en 1961. Elle l'installe dans la concession de charbon détruite pendant la guerre.
Elle publie principalement des livres politiques et pédagogiques, se consacrant à la mémoire et à l'honneur de la résistance contre le nazisme. Le premier livre paraît en 1952, Ein Mann geht seinen Weg qui contient les écrits, discours et lettres de Julius Leber. Le premier volume de son recueil de biographies de résistance, compilé avec Willy Brandt et Karl Dietrich Bracher depuis la fin de la guerre est publié en 1953 par Mosaik-Verlag sous le titre Das Gewissen steht auf: 64 Lebensbildern aus dem deutschen Widerstand 1933–1945 (La conscience se lève. 64 portraits de la résistance allemande 1933-1945). Le livre sera réédité à plusieurs reprises et traduit en anglais en 1957. Das Gewissen entscheidet (La conscience décide) qui aborde la résistance communiste, suit en 1957,,.
En 1961, elle publie Für und wider. Entscheidungen in Deutschland 1918 - 1945, un manuel sur l'histoire allemande, de la République de Weimar au national-socialisme, qu'elle co-écrit avec Freya von Moltke. Ensemble elles écrivent également Die Männer des Widerstandes vor dem Volksgerichtshof (Les hommes de la résistance devant le tribunal populaire), accompagnés d'une série de diapositives pour l'enseignement. 313 Berufe für junge Mädchen (313 métiers pour les filles) paraît pour la première fois en 1952 et est réédité plusieurs fois jusqu'en 1969. 555 Jungenberufe in landwirtschaft, Bergbau, Handwerk und Industrie (555 métiers pour garçons dans l'agriculture, les mines, l'artisanat et l'industrie) est publié en 1955.

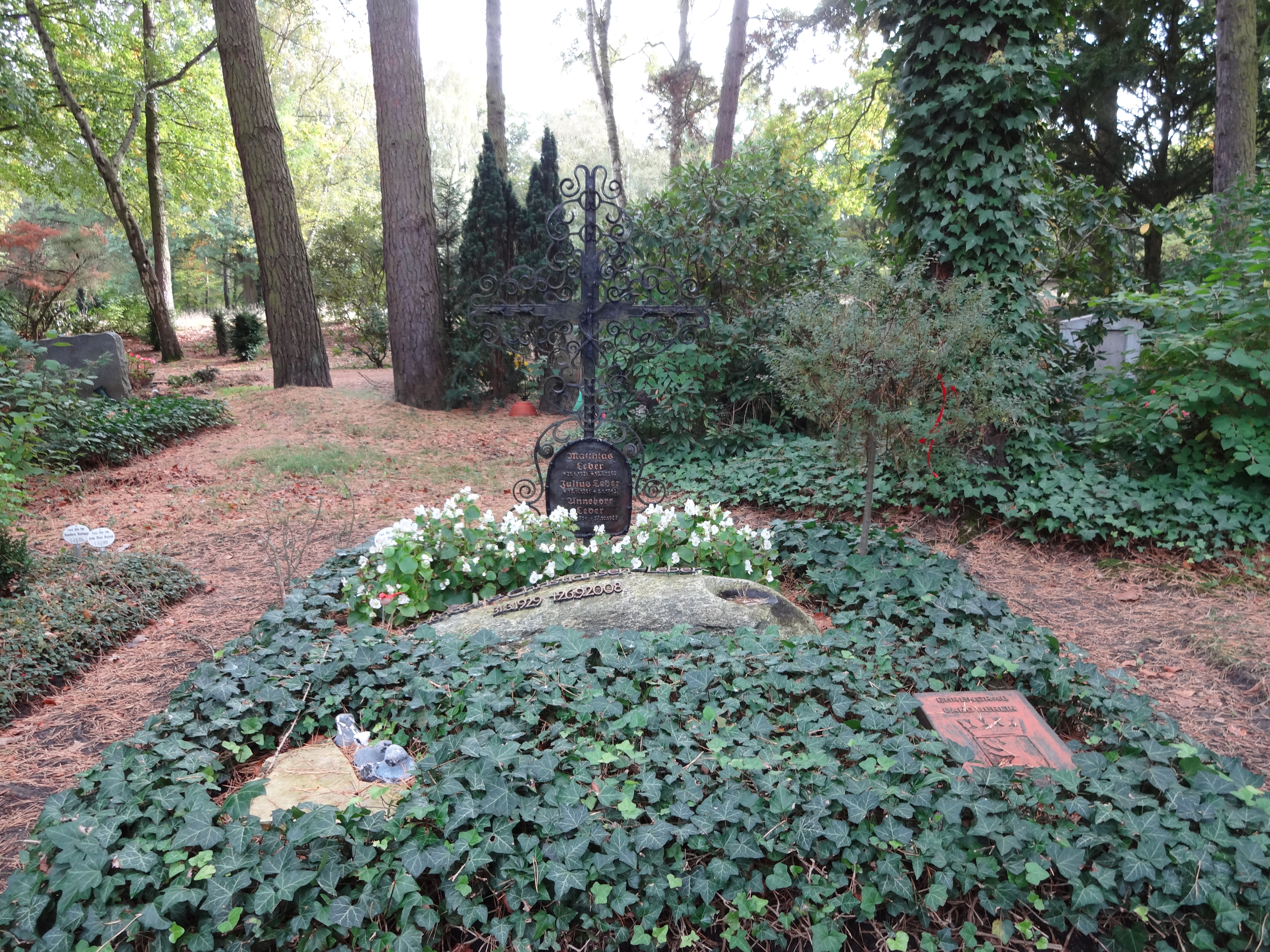
Tombe d'honneur d'Annedore Leber au cimetière forestier de Zehlendorf.

### Fin de vie
Annedore Leber décède le 28 octobre 1968 à l'âge de 64 ans à Berlin. Elle est inhumée dans le cimetière forestier de Zehlendorf, aux côtés de son fils Matthias, décédé en 1963. Une croix en fer forgé sert de pierre tombale. Elle commémore également Julius Leber dont le lieu de sépulture est inconnu.

## Hommages
- Le 18 mars 1964, le président fédéral Heinrich Lübke lui adresse ses félicitations à l'occasion de son 60eme anniversaire[1].

- Par décision du Sénat de Berlin, la sépulture d'Annedore Leber est, depuis 1970, une tombe d'honneur de l'Etat de Berlin[7].

- 18 mars 2004 : Une plaque commémorative est placée sur l'ancienne maison d'Annedore Leber, Pariser Strasse à Berlin, pour marquer son 100e anniversaire[1].
- 2012 : Un groupe de citoyens demande l'aménagement de l'entreprise de charbon en lieu d'apprentissage et de mémoire[8]. En 2016, un espace vert à proximité est renommé Annedore-Leber-Park[1].
- Un centre de formation à Berlin-Britz, situé sur l'emplacement de l'ancien centre Handwerker-Lehrstätten Britz dont elle avait favorisé la construction en 1952 pour combattre le chômage des jeunes[9], et une école primaire à Berlin-Lichtenrade portent le nom d'Annedore Leber.
- Le prix Annedore-Leber est attribué chaque année à une entreprise qui a excellé dans l’intégration des personnes handicapées dans la formation et dans le travail[10].